# Hologymnetis vulcanorum
Hologymnetis vulcanorum är en skalbaggsart som beskrevs av Brett C.Ratcliffe och Deloya 1992. Hologymnetis vulcanorum ingår i släktet Hologymnetis och familjen Cetoniidae. Inga underarter finns listade i Catalogue of Life.